# بيلي بوتوك (بلغراد)
بيلي بوتوك (Бели Поток) هي إحدى ضواحى بلغراد عاصمة صربيا، وهي موجودة في محافظة فوجدوفاتس. ويبلغ عدد سكانها حوالي 3773 نسمة.

## الموقع
تقع بيلي بوتوك على المنحدر الشمالي لجبل أفالا، بالقرب من مفترق طرق أفالسكي الذي يربط بلغراد مع أفالا، وطريق كروزني الرئيسي الذي يربط المستوطنات في الضواحي الجنوبية لبلجراد. تمتد بيلي بوتوك في الجنوب باتجاه بلدة بينوسافا الصغيرة، وإلى الشرق باتجاه بوبانج بوتوك وإلى الشمال باتجاه الحي الحضري سيلو راكوفيتشا، ولكن بيلي بوتوك تصنف إداريا على أنها مستوطنة منفصلة وليست جزءا من مدينة بلغراد (uža teritorija grada).